# Солянка (рослина)
Солянка (Halocnemum) — рід галофітних чагарників родини щирицевих. Рослини м'ясисті і, мабуть, зчленовані з характерними кулястими або короткоциліндричними бічними гілками, а також зменшеними листям і квітками. Є два види, що поширені від Південної Європи та Північної Африки до Азії.

## Морфологічна характеристика
Це сильно розгалужені напівкущі. Гілки супротивні, зчленовані. Листки супротивні, нерозвинені, лускоподібні. Суцвіття сидячі, колосоподібні. Квітки пазушні, (2 або) 3 на приквітку, двостатеві. Оцвітина 3-роздільна; сегменти широко-яйцеподібні, верхівка тупа. Тичинка 1. Плід — міщечок.

## Середовище проживання
Види Halocnemum колонізують прибережні солончаки та внутрішні солончаки, сухі русла річок і солоні напівпустелі на висоті до 1200 метрів.

## Використання
Halocnemum strobilaceum має невелике економічне значення як їжа для верблюдів і овець. Halocnemum strobilaceum добре підходить для повторного заселення сильно засолених ґрунтів. Крім того, Halocnemum strobilaceum використовується кочовими племенами для отримання поташу і як паливо.

## Види
- Halocnemum strobilaceum (Pall.) M.Bieb.
- Halocnemum yurdakulolii Yaprak